# After Yang
After Yang (mesmo título no Brasil; prt: A Vida Depois de Yang) é uma adaptação ao cinema do conto Saying Goodbye to Yang do livro Children of New World de Alexandre Westeiin em forma de longa-metragem de drama e ficção científica estadunidense lançado em 2021, escrito, dirigido e montado por Kogonada. É estrelado por Colin Farrell, Jodie Turner-Smith, Justin H. Min, Malea Emma Tjandrawidjaja e Haley Lu Richardson. A trama segue as tentativas de uma família de consertar seu filho robótico que não responde. O filme teve sua estreia mundial no Festival de Cinema de Cannes em 8 de julho de 2021, e foi lançado em 4 de março de 2022, pela A24 e Showtime.

## Sinopse
Quando Yang, um androide companheiro de sua filha apresenta defeitos, Jake, o pai, procura a todo custo uma maneira de consertá-lo. Durante este processo, ele descobre que a vida estava passando à sua frente sem ele notar, por conta disso, acaba reconectando-se com sua esposa e filha através de uma distância que ele não sabia que estava lá.

## Elenco
- Colin Farrell como Jake
- Jodie Turner-Smith como Kyra
- Justin H. Min como Yang
- Malea Emma Tjandrawidjaja como Mika
- Ritchie Coster como Russ
- Sarita Choudhury como Cleo
- Clifton Collins Jr. como George
- Haley Lu Richardson como Ada

## Produção

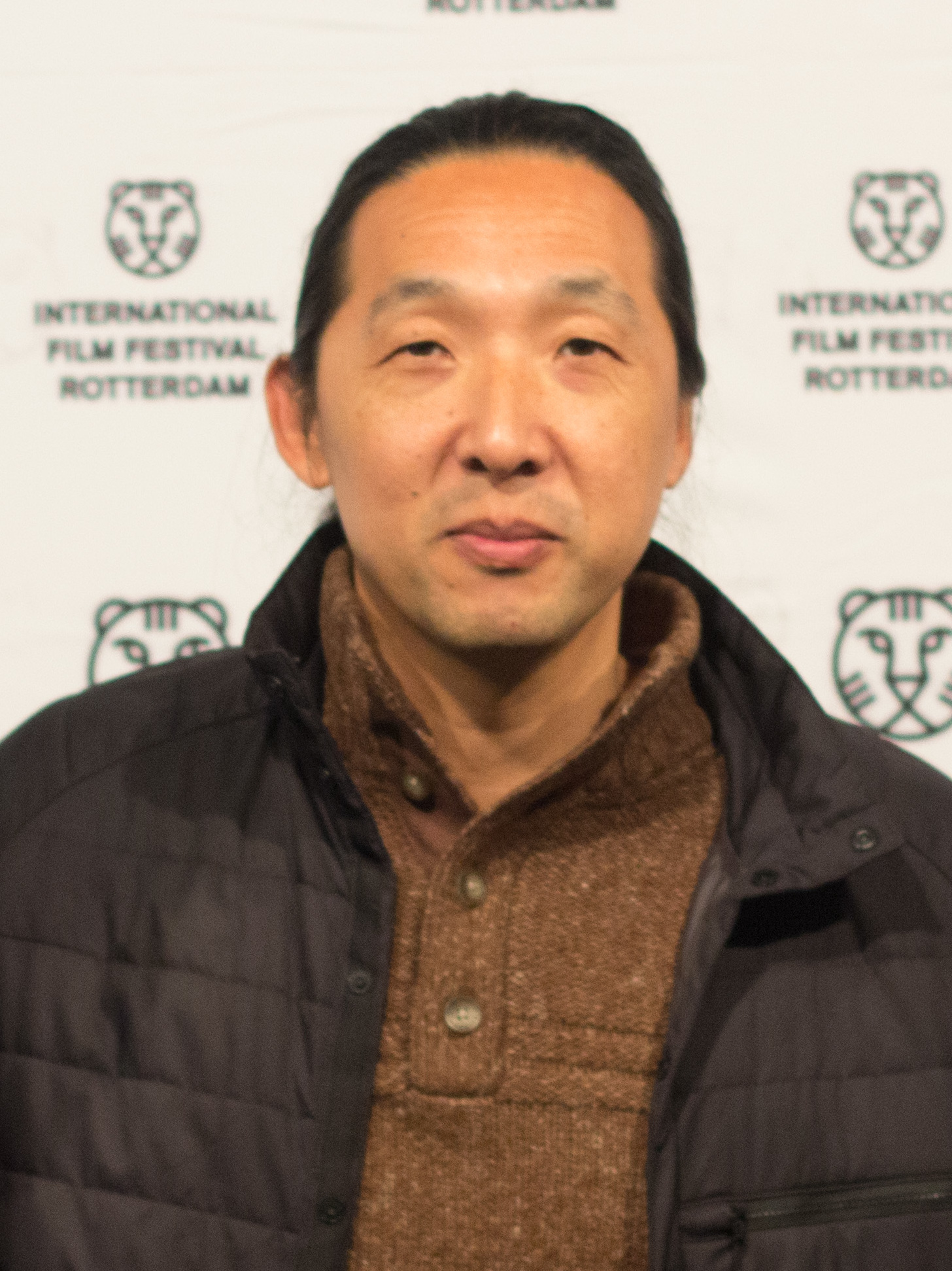
Roteirista, Diretor e Montador, Kogonada

Em junho de 2018, foi relatado que a produtora Theresa Park havia adquirido os direitos de exibição de "Saying Goodbye to Yang", um conto escrito por Alexander Weinstein. O filme seria escrito e dirigido por Kogonada. Em fevereiro de 2019, foi anunciado que Colin Farrell estrelaria After Yang, que seria distribuído pela A24. Em abril de 2019, Golshifteh Farahani, Justin H. Min, Sarita Choudhury e Haley Lu Richardson se juntaram ao elenco. Em maio de 2019, Jodie Turner-Smith e Clifton Collins Jr. se juntaram ao elenco, com Turner-Smith substituindo Farahani. As filmagens iniciaram em 1º de maio de 2019.

## Lançamento
O filme teve estreou no Festival de Cinema de Cannes em 8 de julho de 2021 antes de ter sua estreia na América do Norte em 21 de janeiro de 2022 no Festival de Cinema de Sundance, onde venceu o Prêmio Alfred P. Sloan. Foi lançado simultaneamente nos cinemas e streaming no Showtime em 4 de março de 2022.

## Recepção

### Orçamento
Nos Estados Unidos e Canadá, After Yang arrecadou cerca de US$ 46.872 em vinte e quatro cinemas em seu fim de semana de estreia. Internacionalmente, o filme arrecadou USS 625.282 para um total mundial de US$ 672.154, em comparação ao orçamento de produção de US$ 9–20 milhões.

### Resposta da Crítica
No site agregador de resenhas, Rotten Tomatoes, 89% das 224 resenhas dos críticos são positivas, com uma classificação média de 7,9/10. O consenso do site diz: "Embora seu alcance ocasionalmente exceda seu alcance, After Yang rende ricas recompensas para aqueles dispostos a se estabelecer em seu comprimento de onda discreto". Metacritic, que usa uma média ponderada, atribuiu ao filme uma pontuação de 78 de 100, com base em 44 críticos, indicando "críticas geralmente favoráveis".
Escrevendo ao The New York Times, Brandon Yu descreveu o filme como uma crise existencial para a humanidade que pedia ao espectador que avaliasse o que significa estar vivo. Leo Kim, da Polygon, disse que o filme considera muitas questões, incluindo "um testemunho de perda, um exame de nossa dependência da tecnologia e uma história profundamente humana sobre cuidado". Richard Brody, do The New Yorker, disse que os personagens do filme vivem em um "tecnofascismo suave de prazeres mesquinhos e superfícies sedutoras que Kogonada torna atraente e astutamente atraente". David Sims, do The Atlantic, disse que o filme perguntou o que significa ser humano em um mundo cheio de tecnologia e que "o resultado é um drama pensativo que se desenrola como um mistério silencioso, buscando entender não apenas seu protagonista humano, mas também os fundamentos mais profundos. de todas as conexões sociais."

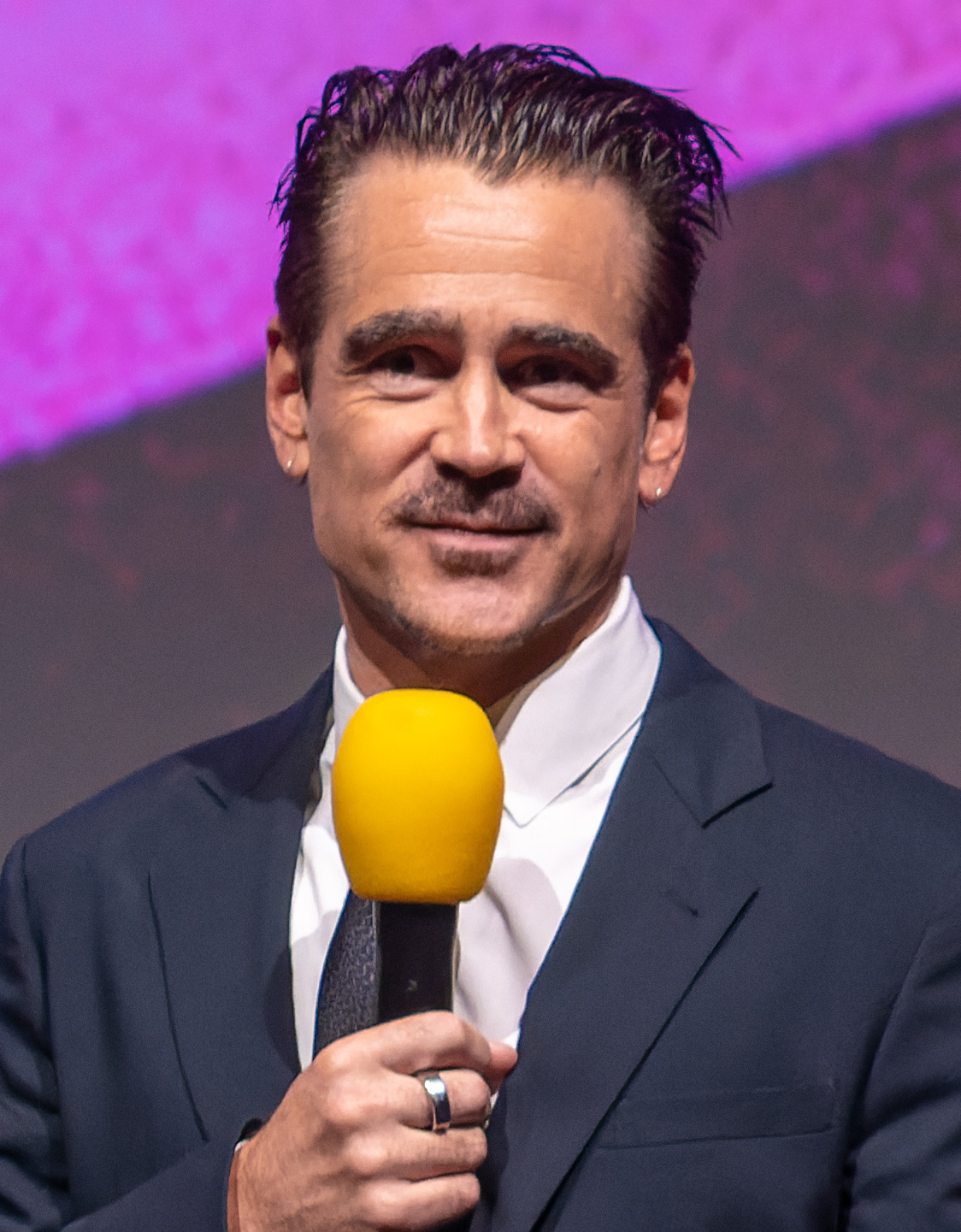
Colin Farrell foi elogiado por seu desempenho.

### Prêmios e Indicações
| Prêmios                                        | Ano  | Categoria                               | Candidatos                                               | Resultado | Ref.          |
| ---------------------------------------------- | ---- | --------------------------------------- | -------------------------------------------------------- | --------- | ------------- |
| Boston Society of Film Critics Awards          | 2022 | Melhor Roteiro Adaptado                 | Kogonada                                                 | Venceu    | [ 21 ]        |
| Festival de Cinema de Cannes                   | 2021 | Un Certain Regard                       | Kogonada                                                 | Indicado  | [ 22 ] [ 23 ] |
| Chicago Film Critics Association Awards        | 2022 | Melhor Roteiro Adaptado                 | Kogonada                                                 | Indicado  | [ 24 ]        |
| Chicago Film Critics Association Awards        | 2022 | Melhor Direção de Arte                  | Alexandra Schaller e Max Wixom                           | Indicado  | [ 24 ]        |
| Boston Society of Film Critics                 | 2022 | Melhor Ator                             | Colin Farrell por After Yang e The Banshees of Inisherin | Venceu    | [ 25 ]        |
| Film Independent Spirit Awards                 | 2023 | Melhor Roteiro                          | Kogonada                                                 | Pendente  | [ 26 ]        |
| Film Independent Spirit Awards                 | 2023 | Melhor Diretor                          | Kogonada                                                 | Pendente  | [ 26 ]        |
| Gotham Awards                                  | 2022 | Melhor Roteiro                          | Kogonada                                                 | Indicado  | [ 27 ]        |
| Gotham Awards                                  | 2022 | Melhor Performance Protagonista         | Colin Farrell                                            | Indicado  | [ 27 ]        |
| Hollywood Critics Association Midseason Awards | 2022 | Melhor Filme Independente               | After Yang                                               | Indicado  | [ 28 ]        |
| Indiana Film Journalists Association           | 2022 | Melhor Filme                            | After Yang                                               | Indicado  | [ 29 ]        |
| Indiana Film Journalists Association           | 2022 | Melhor Roteiro Adaptado                 | Kogonada                                                 | Indicado  | [ 29 ]        |
| Indiana Film Journalists Association           | 2022 | Melhor Diretor                          | Kogonada                                                 | Indicado  | [ 29 ]        |
| Indiana Film Journalists Association           | 2022 | Melhor Performance Protagonista         | Colin Farrell                                            | Indicado  | [ 29 ]        |
| Indiana Film Journalists Association           | 2022 | Melhor Performance Coadjuvante          | Justin H. Min                                            | Indicado  | [ 29 ]        |
| Indiana Film Journalists Association           | 2022 | Melhor Atuação em Elenco                | —                                                        | Indicado  | [ 29 ]        |
| Indiana Film Journalists Association           | 2022 | Melhor Trilha Sonora                    | ASKA e Ryuichi Sakamoto                                  | Indicado  | [ 29 ]        |
| Indiana Film Journalists Association           | 2022 | Melhor Montagem                         | Kogonada                                                 | Indicado  | [ 29 ]        |
| Indiana Film Journalists Association           | 2022 | Melhor Cinematografia                   | Benjamin Loeb                                            | Indicado  | [ 29 ]        |
| Indiana Film Journalists Association           | 2022 | Melhor Dublês/Coreografia de Movimentos | Celia Rowlson-Hall                                       | Indicado  | [ 29 ]        |
| Festival de Cinema de Sundance                 | 2022 | Alfred P. Sloan Feature Film Prize      | After Yang                                               | Venceu    | [ 30 ]        |

## Ligações Externas
- Sítio oficial
- After Yang. no IMDb.
- After Yang (em inglês) no Allmovie
- "Saying Goodbye to Yang" de Alexander Weinstein